# Conus patriceae
Espèce
Conus patriceae est une espèce de mollusques gastéropodes marins de la famille des Conidae.
Comme toutes les espèces du genre Conus, ces escargots sont prédateurs et venimeux. Ils sont capables de « piquer » les humains et doivent donc être manipulés avec précaution, voire pas du tout.

## Distribution
Cette espèce marine est présente dans la mer des Caraïbes.

## Taxonomie

### Publication originale
L'espèce Conus patriceae a été décrite pour la première fois en 2014 par le malacologiste américain Edward James Petuch (d) et R. F. Meyers dans « Xenophora Taxonomy »,.

### Synonymes
- Conus (Lamniconus) patriceae (Petuch & R. F. Myers, 2014) · appellation alternative
- Lamniconus patriceae Petuch & R. F. Myers, 2014 · non accepté (combinaison originale)